# Marubashi Chūya
Marubashi Chūya est un nom japonais traditionnel ; le nom de famille (ou le nom d'école), Marubashi, précède donc le prénom (ou le nom d'artiste).
Marubashi Chūya (丸橋 忠弥, décédé le 24 septembre 1651) est un rōnin, (samouraï sans maître) originaire de Yamagata et instructeur en arts martiaux et stratégie militaire, surtout célèbre pour son implication dans la rébellion de Keian de 1651 qui visait à renverser le shogunat Tokugawa du Japon. Il aurait été un homme d'une grande force et de bonne naissance dont l'aversion pour le shogunat est principalement liée au désir de venger la mort de son père, tué par l'armée shogunale au siège d'Osaka de 1615. L'identité de son père n'est pas claire, mais il s'agit peut-être de Chōsokabe Motochika. Il gagnait sa vie en enseignant le maniement des hallebardes et d'autres aspects des arts martiaux et de la stratégie.
Marubashi rencontre Yui Shōsetsu, qui va être plus tard son partenaire dans l'organisation de la rébellion de Keian, dans la boutique d'armurier de ce dernier. À un certain moment, après 1645, les deux hommes commencent à préparer leur rébellion, dont le plan consiste à mettre le feu à la capitale Edo en utilisant l'incendie comme diversion pour permettre l'entrée des rebelles dans le château.
Ils prévoient de passer à l'acte peu de temps après la mort du shogun Tokugawa Iemitsu en 1651, mais Marubashi tombe très malade et révèle les secrets du complot dans son délire. Avant que l'attaque ne se réalise, Marubashi est arrêté à Edo. Yui est tué peu de temps après, alors que Marubashi et un certain nombre d'autres rebelles sont crucifiés et des membres de leurs familles décapités.
Il est le personnage central d'une pièce kabuki de 1870 écrite par Kawatake Mokuami intitulée Keian taiheiki.

## Source de la traduction
- (en) Cet article est partiellement ou en totalité issu de l’article de Wikipédia en anglais intitulé « Marubashi Chūya » (voir la liste des auteurs).